# Schoolly D

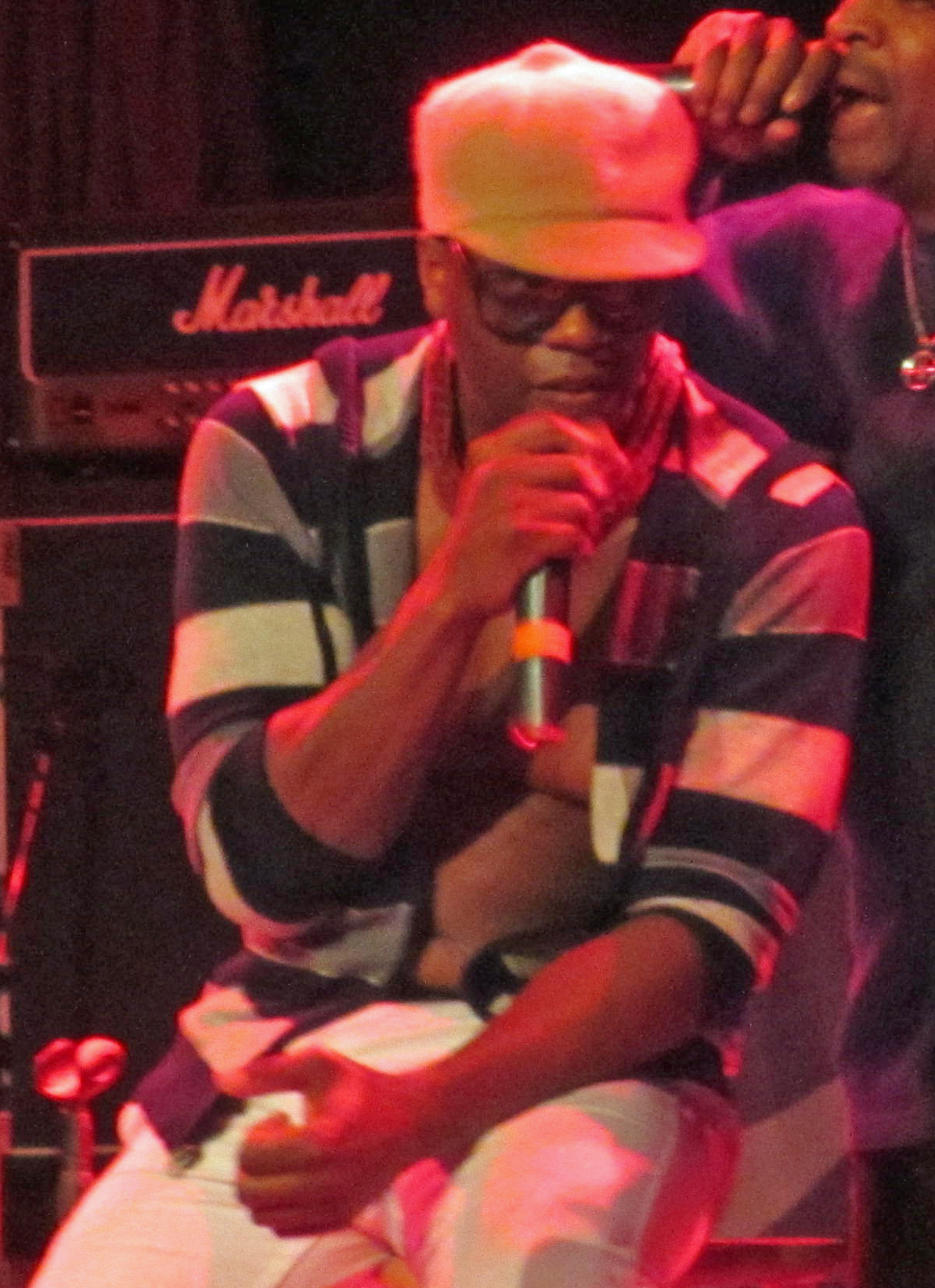
Schoolly D

Schoolly D (* 22. Juni 1962; eigentlich Jesse B. Weaver) ist ein US-amerikanischer Hip-Hop-MC aus Philadelphia, der seit Mitte der 1980er Jahre aktiv ist und als einer der Miterfinder des so genannten Gangsta-Rap gilt.
Schoolly D begann 1979 zu rappen. Wesentliche Einflüsse waren zu Beginn Grandmaster Flash und die Funky Four. Auf seinen ersten Platten in den 1980er Jahren arbeitete er mit DJ Code Money zusammen. Ihre Stücke, zu hören etwa auf dem Album Schoolly-D, zeichneten sich durch elektronische, sparsame Hardcore Beats aus, die durch extreme elektronische Hall- und Echoräume verfremdet wurden. Mit dem rapide aufkommenden Sampling passte sich der Sound an den um 1988 gängigen Hip-Hop an. Später kam es zur Zusammenarbeit mit KRS One, wodurch Schoolly D politischer wurde und sich der Black-Consciousness-Bewegung annäherte. Als Besonderheit wurden – entgegen allen Trends – 1994 auf Welcome to America wieder verzerrte Rock-Gitarren verwendet. Mehrere seiner Stücke sind auf den Soundtracks zu den Filmen von Abel Ferrara zu finden, zum Beispiel auf Bad Lieutenant.

## Diskografie
- Gangster Boogie (1984)
- C.I.A./Cold Blooded Blitz (1985)
- P.S.K. - What Does It Mean 12 (1985)
- Schoolly-D (1985) (LP, MK)
- Saturday Night (1987) (LP, MK)
- Dedication To All B-Boys (1987)
- The Adventures of Schoolly D (CD) (die beiden ersten Alben auf CD, von einem japanischen Compilation-Label)
- Smoke Some Kill (1988) (LP, MK, CD)
- Am I Black Enough For You (1991)
- Welcome to America (1994)
- Reservoir Dog (1995)
- A Gangster's Story (1996)
- Funk 'n' Pussy (2000)
- Schoolly D's Out Cold (2008)